# Biomagnetism
Biomagnetismul e fenomenul producerii de câmpuri magnetice de organismele vii; este un subdomeniu al bioelectromagnetismului, fiind adesea confundat cu acesta. Domeniul s-a dezvoltat considerabil după crearea tehnicilor cu zgomot scăzut. Conferințele organizate bianual se centrează pe magnetoencefalografie.
Unul din principalii contribuitori in  domeniu este John Wikswo de la Universitatea Vanderbilt. A contribuit la măsurători de biomagnetism pe neuroni.

## Istoric
Prima dovadă experimentală a existenței unui câmp biomagnetic a fost adusă de Baule și McFee, care au folosit un magnetometru de inducție în montaj de gradient, în mediu neecranat, departe de oraș, pentru a detecta câmpul magnetic generat de inimă, apoi de către Cohen care a folosit, pentru prima oară, în măsurători, un senzor SQUID și pentru măsurarea câmpului magnetic generat de creier. După dezvoltarea în 1957 a teoriei Bardeen-Cooper-Schriefer, descoperirii efectului Josephson și a inventării de către Jaklevic și colaboratorii a senzorului de tip SQUID (în engleză Superconducting QUantum Interference Device), aceste cercetări au luat amploare tot mai mare și s-au dezvoltat uimitor.

## Fundamentare
Acțiunea biomagnetică e bazată pe efecte de tip Hall asupra ionilor. Se poate evidenția cu dispozitive bazate pe efect Josephson.

## Efecte
Efectele observate sunt de patru categorii.